# Бенц, Йозеф
Йозеф Бенц (нем. Joseph Benz, 20 мая 1944, Цюрих, Швейцария — 5 февраля 2021) — швейцарский бобслеист, разгоняющий, выступавший за сборную Швейцарии в середине 1970-х — начале 1980-х годов. Участник двух зимних Олимпийских игр, серебряный и бронзовый призёр Инсбрука, обладатель золотой и серебряной медалей Лейк-Плэсида, неоднократный чемпион Европы и мира.

## Биография
Йозеф Бенц родился 20 мая 1944 года в Цюрихе. С детства полюбил спорт, пошёл в лёгкую атлетику, при этом работая клерком в одном из почтовых отделений города. Активно заниматься бобслеем начал в 1974 году, сразу стал показывать неплохие результаты и в качестве разгоняющего попал в сборную команду Швейцарии, с которой уже в 1975 году стал победителем среди четвёрок на мировом первенстве в Червинии. Всего за карьеру он восемь раз занимал призовые места на чемпионатах мира, в том числе три раза был первым, дважды вторым и три раза третьим. Кроме того, имеет в послужном списке одну золотую медаль с чемпионата Европы, неоднократно становился призёром национальных первенств.
Будучи одним из ведущих бобслеистов сборной, в 1976 году Бенц отправился защищать часть страны на Олимпийские игры в Инсбрук, где со своей командой, куда также вошли пилот Эрих Шерер с разгоняющими Ульрихом Бехли и Рудольфом Марти, завоевал бронзу в программе двоек и серебро среди четвёрок. В том же составе они ездили на Игры 1980 года в Лейк-Плэсид, финишировали там первыми на двойке и вторыми на четырёхместном экипаже.
Несмотря на то, что с тех пор Йозеф Бенц больше никогда не вызывался на Олимпиады, он продолжал выступать на высоком уровне и показывал вполне неплохие результаты. Так, на чемпионате мира 1981 года в Кортина-д’Ампеццо спортсмен пополнил медальную коллекцию ещё двумя бронзовыми медалями. Вскоре после этой победы, тем не менее, принял решение уйти из профессионального бобслея, уступив место молодым швейцарским разгоняющим. С 2008 года работал в Международной федерации санного спорта, занимая должность председателя комиссии, занимающейся инспектированием искусственных санных трасс.